# Sir Oliver Skardy
Sir Oliver Skardy, pseudonimo di Gaetano Scardicchio (Venezia, 14 giugno 1959), è un cantante italiano, già voce del gruppo reggae veneziano dei Pitura Freska, da lui fondato con Francesco Casucci.

## Biografia

### Carriera solista
Dopo la ventennale esperienza da front-man dei Pitura Freska, coi quali ha firmato numerosi successi che gli hanno dato notorietà e l'hanno consacrato come musicista reggae, nel 2002, scioltasi la band, Skardy ha intrapreso la carriera di cantante solista, aperta dal singolo President Buana e proseguita nel 2004 con l'album Grande Bidello.
Dal febbraio 2006 Skardy ha iniziato, con una serie di concerti sotto il nome di Fahrenheit 451 meets Skardy, una collaborazione con i Fahrenheit 451, gruppo ska mestrino, portando in tour le canzoni del suo nuovo album e alcuni classici dei Pitura Freska.
Il sodalizio tra Skardy e i Fahrenheit 451 dà alla luce, nel 2008, il singolo Destra sinistra, cover del celebre brano di Giorgio Gaber, con un inserto attualizzante in dialetto veneziano; per questo singolo è stato girato anche un videoclip, tributo allo storico video di Subterranean Homesick Blues di Bob Dylan.
Nel 2010 esce Fame un spritz, singolo tipicamente estivo in veneziano, anch'esso accompagnato da un video girato tra le calli di Venezia; esso è scritto da Paolo Baldini, Christian "Noochie" Rigano e Davide Tagliapietra e fa da apripista a Piragna, nuovo album di Skardy e Fahrenheit 451, uscito nell'autunno 2010; nel dicembre 2011 esce la versione dub dell'ultimo album: Piragna in Dub.
Nel 2011 nasce il canale YouTube ufficiale di Sir Oliver Skardy, attraverso il quale - con la pubblicazione di video - sono comunicate in prima persona molte delle novità inerenti all'artista.
Nell'estate del 2012 esce il singolo Mamba Nero (video diretto da Riccardo Nardini), anteprima di un nuovo album in lavorazione.

### Bidello
(Sir Oliver Skardy, "Bideo")
Oltre a fare il cantante, Skardy lavora anche come collaboratore scolastico nell'Istituto Tecnico industriale statale Antonio Pacinotti a Mestre e successivamente al Liceo Artistico Michelangelo Guggenheim, sede dei Carmini, a Venezia (Dorsoduro), dopo aver lavorato alcuni anni nella sede di Mestre. Questo suo impiego diviene spunto per il nome del primo album solista, oltre che per il primo singolo da esso estratto, Bideo, dai tratti fortemente autobiografici.

## Discografia

### Discografia solista

#### Album
- 2004 - Grande Bidello
- 2010 - Piragna (con i Fahrenheit 451)
- 2011 - Piragna in Dub (con i Fahrenheit 451)
- 2013 - Ridi paiasso!
- 2016 - Ridi paiasso Reload
- 2021 - Figa e sfiga

#### Singoli
- 2001 - President Buana
- 2004 - Bideo
- 2008 - Destra sinistra
- 2010 - Fame un spritz
- 2012 - Mamba nero
- 2016 - Centro di gravità permanente

#### Collaborazioni
- 1992 - Elio e le Storie Tese Italyan, Rum Casusu Çikti, canta le parti in veneziano in  Uomini col borsello (Ragazza che limoni sola)
- 2013 - Herman Medrano Naltra Venessia, Noseconossemo
- 2023 - Vinicio Capossela Sul divano occidentale da Tredici canzoni urgenti

## Filmografia
- Cervellini fritti impanati di Maurizio Zaccaro, Italia, 1996
- Questioni di pelle, del Gruppo Krisis, Italia, 2005
- Sexy shop (2014) regia di Maria Erica Pacileo e Fernando Maraghini

## Videografia solista
- 2008 - Destra  Sinistra regia di Giovanni Milanese
- 2010 - Fame un spritz regia di Antonio Morelli
- 2012 - Mamba Nero regia di Riccardo Nardini
- 2016 - Centro di gravità  permanente regia di Adolfo Zilli